# Équipe d'Italie féminine de handball
Dernière mise à jour : 23 mai 2022.
L'équipe d'Italie féminine de handball représente la fédération italienne de handball lors des compétitions internationales.
Sa seule participation à une compétition majeure remonte au championnat du monde de 2001 organisé à domicile où elle finit à la 16e place.
Aux Jeux méditerranéens, elle a également remporté la médaille d'or en 1987 et la médaille de bronze en 1979.